# Клептократија
Клептократија је израз којим се описује стање у држави у којој је корупција највиших политичких институција доведена до нивоа када власт постоји само зарад личне добити појединаца и странака који је чине, на рачун шире популације и често без сакривања. Реч клептократија потиче од грчке речи клептос /κλέπτης/ - лопов и кратос /κράτος/ - власт, држава (у слободном преводу лоповска власт, држава лопова) и по правилу има пежоративно значење. Једна од карактеристика друштвено-економске крађе засноване на политичком принципу је да често нема јавних саопштења у којима се објашњава или извињава за малверзације, нити било какве правне оптужбе или казне изречене против преступника.
Клептократија се разликује од плутократије (владавина најбогатијих) и олигархије (владавина мале елите). У клептократији, корумпирани политичари се тајно обогаћују мимо владавине права, митом, и посебним услугама лобиста и корпорација, или једноставно усмеравају државна средства себи и својим сарадницима. Такође, клептократе често извозе велики део свог профита у стране нације у ишчекивању губитка моћи.

## Карактеристике
Клептократије се обично везују за искварене облике ауторитарних власти, посебно диктатуре, олигархије, војне хунте и облике аутократских и непотистичких власти у чији рад није могуће имати увид, због могућности клептократа да управљају како приливом тако и расподелом државних средстава. Клептократије се типично јављају у земљама трећег света, а посебно у последње две деценије у посткомунистичким земљама источне Европе. То су углавном земље чију економију (као наслеђе колонијализма) карактерише одлив средстава и ресурса.
Једна од доминантних карактеристика клептократије је свеприсутна и свеобухватна корупција која залази у све поре друштва. У таквом друштву где је корупција системска, суделовање у корупцији или бар прећутно одобравање исте је предуслов за недискриминисан друштвени статус (могућност запошљавања у државним институцијама и фирмама, неретко и у приватним које су блиске држави или не желе да буду у немилости државе, личну, правну и имовинску сигурност, приступ социјалној и здравственој заштити...).
У државама где влада клептократија властодршци јавном имовином располажу као својим приватним власништвом, а средства или троше на властити луксуз или их пребацују на рачуне страних земаља чиме обезбеђују себи лагодан живот у егзилу за случај губитка власти. Клептократска пракса се јавља у разним облицима, као што су намештања продаје предузећа властодршцу или члановима његове породице, изнуђивање новца од пословних људи за „хуманитарне акције“ владајуће странке, проневера новца из државних фондова, скретање страних инвестиција у своју корист, и сл.
Специфичан случај клептократије је „Raubwirtschaft”, њемачки израз за „пљачку економије”, где се цела економија државе заснива на пљачки, отимању и пљачкању освојених територија. Такве државе су или у континуираном рату са својим суседима или једноставно израбљују своје субјекте све док имају опорезиву имовину. Арнолд Тојнби је тврдио да је Римско царство било таква држава.

## Последице
Последице клептократског режима по правилу су штетне у погледу слабљења државне економије, државне политике и грађанских права. Клептократија у влади често обезвређује стране инвестиције и драстично слаби домаће тржиште и прекограничну трговину. Због проневера новца грађана злоупотребом средстава која потичу из плаћања пореза, као и разних шема прања новца, клептократски организован политички систем тежи да деградира квалитет живота скоро сваког појединца.
Као додатак томе, новац који клептократе краду често се узима из фондова намењених изградњи јавних добара, као што су болнице, школе, путеви, паркови и сл. - што додатно појачава ефекат смањења квалитета живота у земљи којом управљају клептократе.
Клептократија обесмишљава вишестраначку власт због удруживања политичких елита, па стога подрива како демократију тако и било који други политички формат под којим је држава.

## Примери

### Међународни ранг
Ране 2004, Немачка антикорупцијска невладина организација Трансперенси Интернешнел објавила је листу владаоца за које се верује да по количини средстава које су на рачун грађана прибавили у своју корист спадају у првих десет последњих година.
По количини присвојених средстава (у Америчким доларима) они су:
1. Бивши Индонежански председник Сухарто ($15 милијарди – $35 милијарди)[16][17][18][19][20]
2. Бивши председник Филипина Ferdinand Marcos ($5 милијарди – $10 милијарди)
3. Бивши председник Конго-а Mobutu Sese Seko ($5 милијарди)
4. Бивши Нигеријски шеф државе Sani Abacha ($2 милијарде – $5 милијарди)
5. Бивши председник СР Југославије и Србије Слободан Милошевић ($1 милијарда)
6. Бивши председник Хаитија Jean-Claude Duvalier ($300 милиона – $800 милиона)
7. Бивши Перуански председник Alberto Fujimori ($600 милиона)
8. Бивши Украјински премијер Pavlo Lazarenko ($114 милиона – $200 милиона)
9. Бивши председник Никарагве Arnoldo Alemán ($100 милиона)
10. Бивши председник Филипина Joseph Estrada ($78 милиона – $80 милиона)